# Cartigliano
Cartigliano är en ort och kommun i provinsen Vicenza i regionen Veneto i Italien. Kommunen hade 3 788 invånare (2018).